# Punctoterebra livida
Punctoterebra livida é uma espécie de gastrópode do gênero Punctoterebra, pertencente a família Terebridae.